# Mar d'Alborán

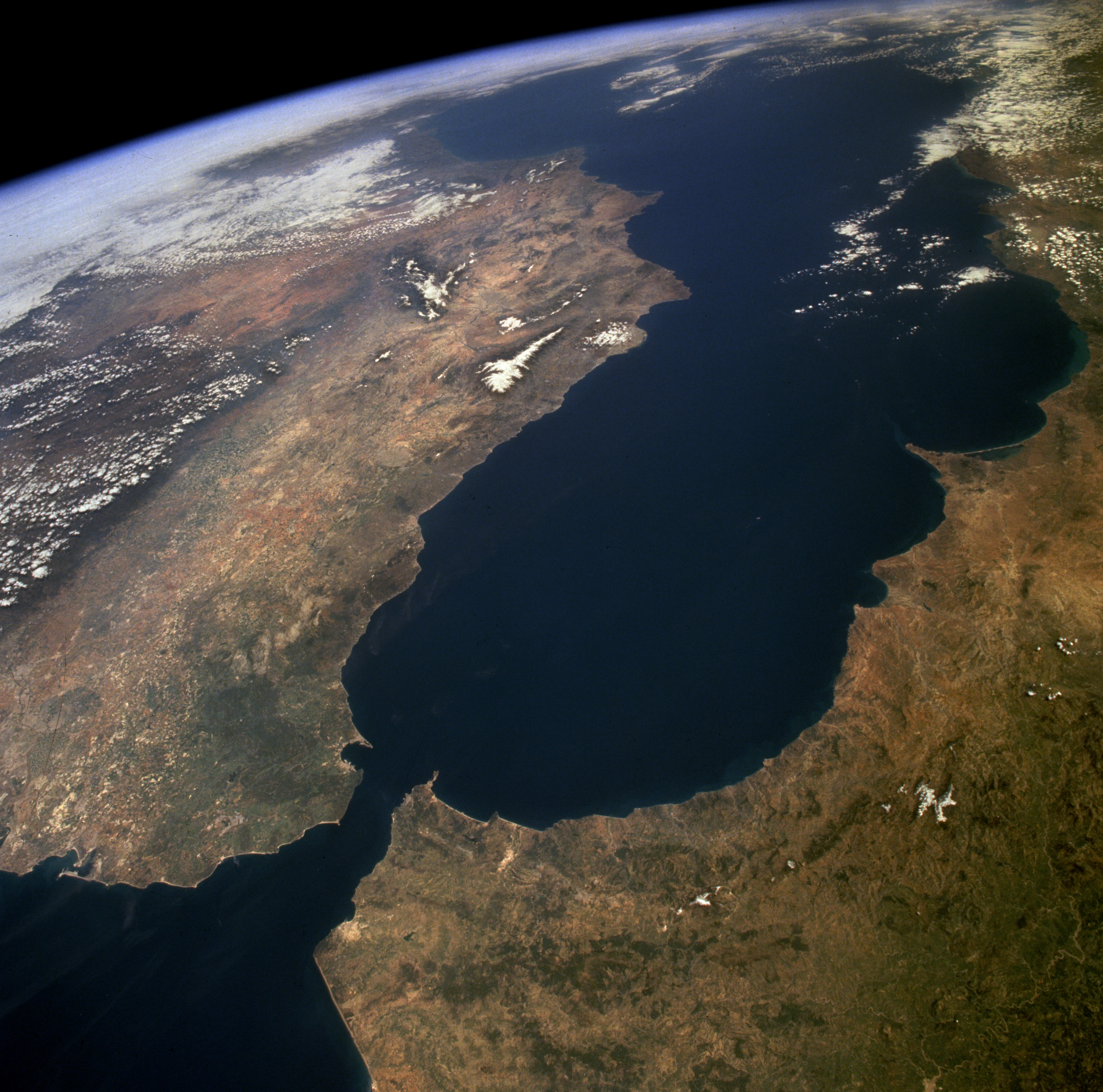
L'estret de Gibraltar i la mar d'Alborán

La mar d'Alborán (en castellà Mar de Alborán, en àrab al-Bahr al-Buran) és la part més occidental de la mar Mediterrània; limita al nord amb la costa d'Andalusia, a l'est amb la Mar Balear, al sud amb la costa del Marroc i a l'est amb l'estret de Gibraltar, que connecta la Mediterrània amb l'oceà Atlàntic. Les seves aigües van des de l'estret de Gibraltar fins al cap de Gata. Pren el nom de l'illot d'Alborán, situat al bell mig d'aquest mar.